# Stagiul vieții
Stagiul vieții este un dramă regizat de Gregory Hoblit după un scenariu de Jonas McCord[*]. A fost produs în Statele Unite ale Americii de studiourile Amblin Television[*] și a avut premiera la 12 aprilie 1993, fiind distribuit de American Broadcasting Company. Coloana sonoră este compusă de John Debney. Cheltuielile de producție s-au ridicat la . Filmul a avut încasări de .

## Distribuție
Rolurile principale au fost interpretate de actorii:

Dan Futterman[*]
Josh Lucas
John P. Navin, Jr.[*]
Clive Owen
Sophie Ward[*]
Laura Linney
Andre Braugher[*]
Len Cariou[*]
Dana Ivey[*]
Robert Newman[*]  .